# Liolaemus tari
Liolaemus tari är en ödleart som beskrevs av  Scolaro 1997. Liolaemus tari ingår i släktet Liolaemus och familjen Tropiduridae. Inga underarter finns listade i Catalogue of Life.